# نادي أسترا جورجو
نادي أسترا جورجو لكرة القدم (بالرومانية: Fotbal Club Astra Giurgiu)‏ هو نادي كرة قدم روماني من مدينة جورجو في مقاطعة جورجو الرومانية.
تم تأسيس نادي في عام 1934.

## روابط خارجية
- الموقع الرسمي (بالرومانية)